# 國土交通審議官
國土交通審議官（日语：／）是日本國家公務員的職位之一。
是次於國土交通事務次官的國土交通省事務系官僚第二號人物，為次官級審議官，是《國土交通省設置法》規定的「特別職」。現在員額3人。
一般也寫做「國土交通省國土交通審議官」，但人事令上的正式官職為不冠上省名的「國土交通審議官」。

## 職務
國土交通審議官負責統整國土交通省所掌事務之重要政策相關事務（國土交通省設置法第5條第3項）。

## 現任
2018年7月31日現在
- 藤田耕三（舊運輸省出身）
- 由木文彥（舊建設省出身）
- 篠原康弘（舊運輸省出身）